# Vilém I. Akvitánský
Vilém I. Akvitánský zv. Zbožný ((francouzsky) Guillaume Le Pieux) byl akvitánský vévoda a franský velmož v 9. století a počátku 10. století, jehož moc zahrnovala podstatnou část jižní Francie. Je znám především jako zakladatel kláštera v Cluny.  

## Životopis

### Roky 886 až 909
Narodil se mezi roky 860 až 865
Bernardovi zv. Plantapilosa, markýzi z Gothie a jeho choti Ermengardě, dceři zesnulého hraběte Bernarda z Auvergne.
Jeho otec zemřel roku 886 a zanechal synovi významné územní dědictví, které sahalo od Limousin a Auvergne až k Mâconu, na severu zasahovalo až do hrabství Bourges a na jihu mu patřil markýzát Gothie (dříve Septimánie). Pouze hrabství Toulouse a jemu přilehlých panství se vzdal ve prospěch Oda, bratra zavražděného Bernarda II. z Toulouse († 872).
Roku 887 byl císař Karel III. Tlustý donucen k abdikaci a roku následujícího (888) byl západofranským králem zvolen Odo Pařížský. Tento panovník z rodu Robertovců a úspěšný obránce Paříže před Vikingy usiloval o obnovení moci i na na jihu Francie, tím se však dostal do konfliktu s Vilémem Zbožným a především s Ramnulfem II., hrabětem z Poitiers a zároveň vévodou akvitánským. Ten se vzápětí proklamoval králem Akvitánie a teprve roku 889 uznal svrchovanost Ody Pařížského.
Následujícího roku byl však Ramnulf II. otráven a roku 892 jeho syn Ebalus Manzer vyhnán z Poitou Adémarem, hrabětem z Angoulême, přívržencem krále Ody Pařížského. Ebaluse se ujal právě Vilém Zbožný, se kterým roku 893 Odo Pařížský uzavřel mír. Stalo se to i proto, že opozice korunovala protikrálem Karla III. Prosťáčka, syna bývalého západofranského krále Ludvíka II. Koktavého, kterého podpořil i císař Arnulf a král Odo neměl dostatek sil na porážku tak silného protivníka, jako byl Vilém Zbožný, což se projevilo dříve v září roku 892, když Vilémova vojska demonstrolala svoji sílu před spojenými armádami francouzského krále a Adémara. Ebalus tak zůstal jako Vilémův host. Jako satisfakci král Odo sice Vilémovi Zbožnému formálně odebral tituly a dal je Hugovi z Bourges, toho však Vilém Zbožný porazil a zabil.

### Zisk titulu vévody akvitánského
V roce 898 Odo Pařížský zemřel a Zápofranským králem byl uznán Karel III. Prosťáček. V důsledku politických změn dobyl Vilém Zbožný roku 902 zpět Poitou pro Ebaluse Manzera, který se zde opětovně stal hrabětem a roku 909 Karel III. udělil titul akvitánského vévody Vilémovi z Auvergne. Tím fakticky stvrdil moc, jakou ve skutečnosti Vilém Zbožný na jihu Francie disponoval.

### Založení kláštera Cluny
Největším počinem, kterým Vilém Zbožný vstoupil do historie, bylo založení kláštera v Cluny. Původně se jednalo o římskou villu jménem Cluniacum v Mâconu. Tu roku 893 darovala vévodovi Vilémovi jeho sestra Ava, vdova a hraběnka ze Chalonu. Ten ji využíval pouze jako užitnou budovu pro své psy. Avšak budoucí opat Berno ho přesvědčil, aby budovu i s pozemky daroval církvi a zřídil zde klášter. Vévoda udělal mnohem víc - pozemky vyjmul ze své moci a podřídil klášter přímo papeži. Stalo se tak 11. září roku 910. Tímto započala clunyjská reforma, významný předěl v řeholním životě i novém budování moci katolické církve neodvislé na světské moci, byť takových klášterů existovalo několik, clunyjský záhy patřil k nejmocnějším.

### Rodinný život a dědictví
Vilém I. Akvitánský zemřel 6. července roku 918. Někdy před rokem 898 se oženil s Engelbergou, dcerou Bosa, provensálského krále. Jejich vztah potomky nepřinesl, nebo aspoň ne mužské, které by vévodu přežily. Jeho následníkem a dědicem se stal jeho synovec Vilém II. Akvitánský, syn jeho sestry Adelinde a Acfreda I. z Carcassone.